# زنگم را بزن
«زنگم را بزن» (به انگلیسی: Ring My Bell) یک ترانهٔ دیسکو ساختهٔ فردریک نایت است که در سال ۱۹۷۹ توسط آنیتا وارد اجرا شده‌است.
متن ابتدایی ترانه در مورد بچه‌هایی بود که با تلفن با هم صحبت می‌کنند و به قصد اجرا توسط استیسی لاتیساو (که در آن زمان ۱۲ ساله بود) نوشته شده‌بود. زمانی که لاتیساو با شرکت دیگری قرارداد امضا کرد ترانه روی دست خوانا رکوردز ماند و نایت مجبور شد شعر کودکانهٔ ترانه را به به محتوایی مخصوص بزرگسالان تغییر بدهد و اجرای آن را به آنیتا وارد پیشنهاد دهد. وارد در آن زمان یک معلم مدرسه بود که تلاش می‌کرد وارد حرفهٔ خوانندگی شود و آن شعر و ترانه برایش خیلی جذاب نبود اما نایت متقاعدش کرد که «زنگم را بزن» را ضبط کند.
«زنگم را بزن» که در زمان انتشارش در ایالات متحده برای ۲۱ هفته جزو ۱۰۰ ترانهٔ پرفروش روز بود در ۳۰ ژوئن ۱۹۷۹ صدرنشین بیلبورد هات ۱۰۰ شد و برای ۲ هفتهٔ متوالی آن جایگاه را حفظ کرد. این در حالی بود که ترانه پیش‌تر شمارهٔ ۱ جدول‌های ترانه‌های داغ آراندبی/هیپ-هاپ و ترانه‌های دنس کلاب بیلبورد هم شده بود. «زنگم را بزن» در بریتانیا هم عملکردی موفقیت‌آمیز داشت و در ۱۰ ژوئن ۱۹۷۹ به صدر جدول تک‌آهنگ‌های بریتانیا راه یافت.
این ترانه در مورد زنی است که وقتی مردش پس از گذراندن یک روز سخت به منزل بازمی‌گردد از او می‌خواهد او را به آرامش برساند.
زمانی که دارم ظرف‌ها را کنار می‌گذارم لَم بده و آرام باش/ بعد آن من و تو می‌توانیم با هم بخوابیم/ و می‌توانی زنگم را بزنی
نایت نمی‌خواست متن ترانه را خیلی سکسی کند، چون طرف او یک دختر مسیحی بود که تا آن زمان پاک زندگی کرده بود. وارد هم جایی گفته‌است «زنگم را بزن» لزوماً در مورد رابطهٔ جنسی نیست اما با همهٔ این اوصاف مفهوم مستتر در ترانه کاملاً واضح است. مجلهٔ بیلبورد در گزینش «۵۰ ترانهٔ سکسی همهٔ زمان‌ها» جایگاه بیست و چهارم فهرستش را به «زنگم را بزن» اختصاص داده‌است.
«زنگم را بزن» در بیست و دومین مراسم جایزه گرمی در سال ۱۹۸۰، نامزد دریافت جایزهٔ «بهترین اجرای آواز آراندبی خوانندهٔ زن» بوده‌است.